# Xenochodaeus musculus
Xenochodaeus musculus is een keversoort uit de familie Ochodaeidae. De wetenschappelijke naam van de soort is voor het eerst geldig gepubliceerd in 1835 door Say.